# Ígor Sikorski

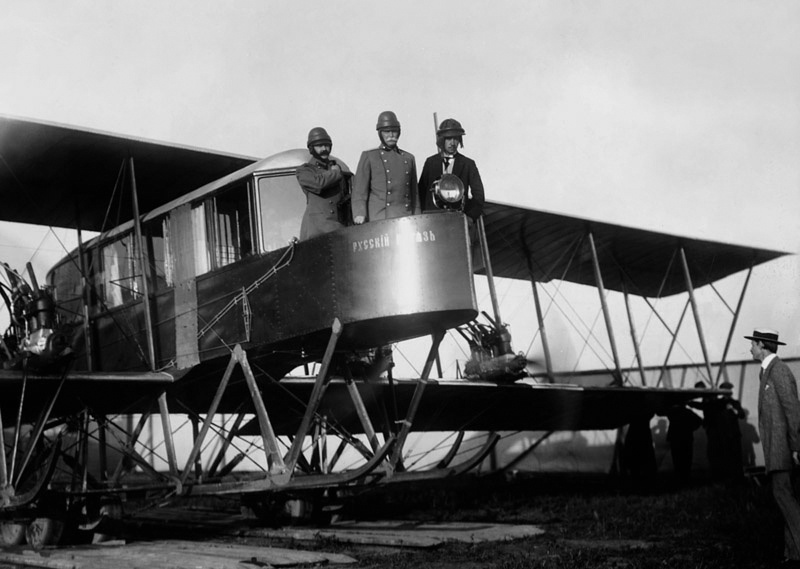
Los aviadores rusos Sikorski, Genner y Kaulbars en el aeroplano "Russian Vitiaz"; 1915.

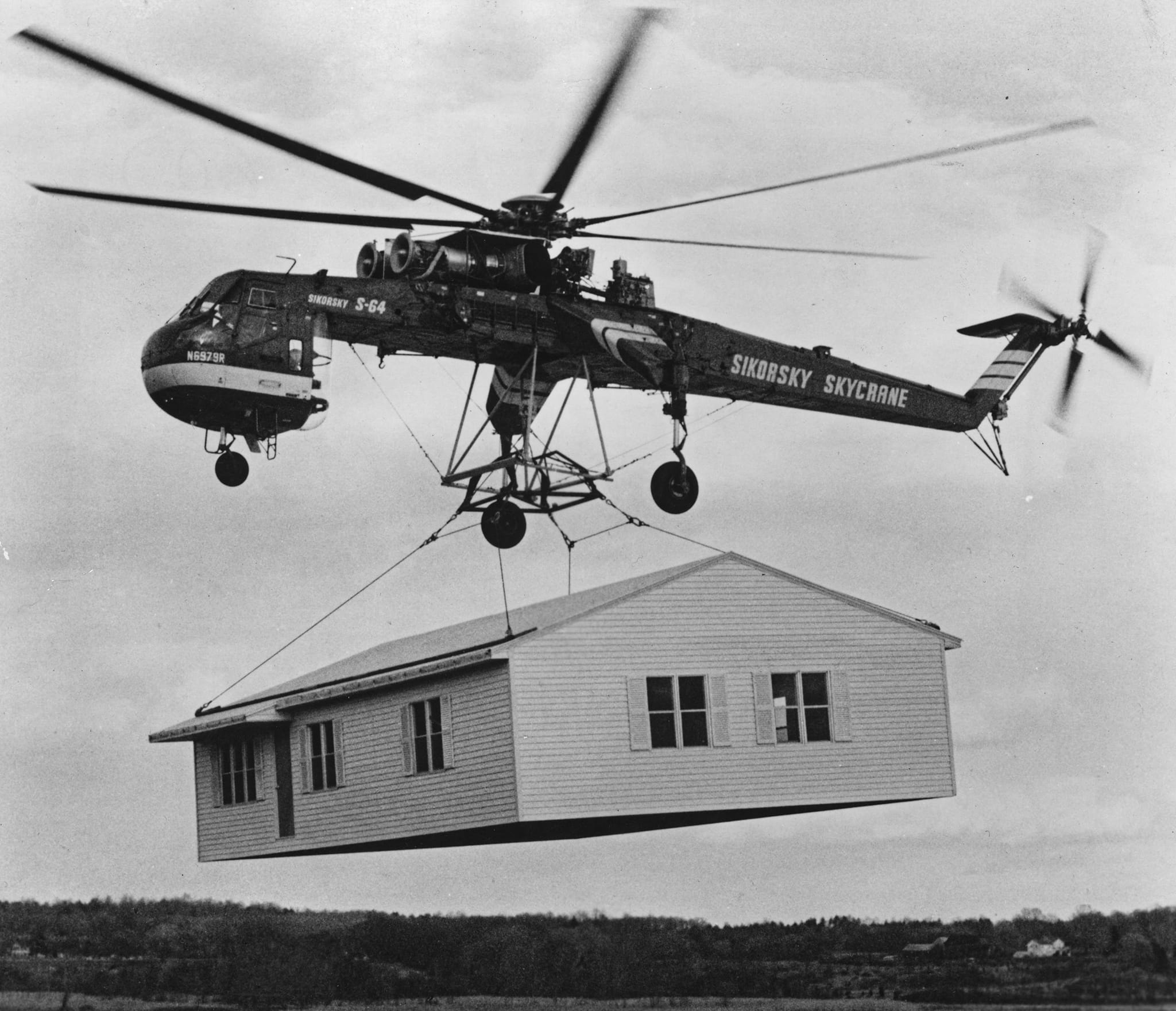
Helicóptero Sikorsky Skycrane izando una casa prefabricada

Ígor Ivánovich Sikorski (en ruso: Игорь Иванович Сикорский, en ucraniano: Ігор Іванович Сікорський; Kiev, Imperio Ruso (actual Ucrania), 25 de mayo de 1889-Easton, Connecticut, 26 de octubre de 1972) fue un pionero de la aviación que diseñó el primer avión de cuatro motores y el primer helicóptero fabricado en cadena (Sikorsky R-4).

## Biografía
El padre de Sikorsky era médico y profesor de psicología, su madre también era médica, pero nunca ejerció profesionalmente. Ella tenía un gran interés por el arte y por la vida y obra de Leonardo da Vinci, lo que sin duda estimuló el interés de su hijo por experimentar con maquetas de máquinas voladoras; cuando tenía 12 años, fabricó un pequeño helicóptero impulsado por una goma enrollada y que podía elevarse en el aire. Entre 1903 y 1906, Sikorski estudió en la Escuela de Ingeniería Naval en San Petersburgo. En 1906 viajó a Francia, donde estudió ingeniería. En 1907, ingresó en el Instituto Politécnico de Kiev, en donde mantuvo amistad con algunos legendarios pilotos rusos —Viacheslav Tkachov y Piotr Nésterov—. Dos años más tarde (1909), regresó a Francia para aprender la ciencia de navegación aérea (París en aquel entonces era considerado como el centro aeronáutico de Europa). En París conoció a los ingenieros y especialistas en el campo de la aeronáutica.

## Trayectoria
De vuelta en Kiev, se obstinó en crear un helicóptero, diseñó un par de modelos pero fracasó al no superar algunos fallos técnicos. Sin embargo, continuó trabajando en la creación de aviones más comunes. En esta fecha dio vida a su primer prototipo, el S-2, y a partir de entonces comienza a inventar nuevos modelos,, como el S-5 o el S-6. Este último se conoció con el nombre de "Le Grand" y pasó a la historia como el primer cuatrimotor. En estos años, coincidiendo con el estallido de la revolución bolchevique, se exilió a Estados Unidos. Después de dedicarse a la labor docente, se unió a algunos oficiales retirados y creó la Sikorsky Aero Engeneering Corporation. A finales de la década de los años veinte se naturalizó ciudadano estadounidense.
En la década de los cuarenta reinició sus trabajos para la creación de un helicóptero. Resultado de este trabajo fue el VS-300, que se mantuvo en el aire durante unos quince minutos. Este nuevo ingenio aéreo permitía el rescate de personas en lugares inaccesibles, por lo que se salvaron muchas vidas. En reconocimiento a su labor fue galardonado con la medalla Daniel Guggenheim en 1951 y el Premio Nacional de Defensa en 1971, además de ser nombrado doctor honoris causa en distintas ocasiones.

## Algunas publicaciones
- 1942. The Message of the Lord's Prayer. New York: C. Scribner's sons. OCLC 2928920
- 1947. The Invisible Encounter. New York: C. Scribner's Sons. OCLC 1446225
- 1967. The Story of the Winged-S: Late Developments and Recent Photographs of the Helicopter, an Autobiography. New York: Dodd, Mead. OCLC 1396277

## Eponimia
- El cráter lunar Sikorsky lleva este nombre en su memoria.[4]
- El asteroide (10090) Sikorsky también conmemora su nombre.[5]